# رایسی شیمازو
رایسی شیمازو (انگلیسی: Raisei Shimazu؛ زادهٔ ۷ آوریل ۱۹۹۹) بازیکن فوتبال اهل ژاپن است.